# Eddie Collins
Edward Trowbridge Collins, Sr. (ur. 2 maja 1887, zm. 25 marca 1951) – amerykański baseballista, który występował na pozycji drugobazowego przez 25 sezonów w Major League Baseball.

## Życiorys
Collins podpisał kontrakt jako wolny agent przed rozpoczęciem sezonu 1906 z Philadelphia Athletics. W sezonie 1910 skradł najwięcej w American League baz  (w tej klasyfikacji zwyciężał w późniejszym okresie jeszcze trzykrotnie - w 1919, 1923 i 1924). W tym samym roku wystąpił we wszystkich meczach World Series, w których Athletics pokonali Chicago Cubs 4–1. Jako zawodnik Athletics mistrzostwo zdobywał jeszcze dwukrotnie w sezonie 1911 i 1913. W 1914 otrzymał nagrodę Chalmers Award dla najbardziej wartościowego zawodnika w lidze W grudniu 1914 przeszedł do Chicago White Sox za 50 tysięcy dolarów.
W 1917 zwyciężył w finałach po raz czwarty w karierze; White Sox pokonali New York Giants w sześciu meczach. W sezonie 1919 wystąpił we wszystkich meczach World Series (znanych jako Black Sox Scandal, jednak Collins nie brał udziału w ustawianiu meczów), w których zespół z Chicago uległ Cincinnati Reds 3–5. W latach 1927–1930 ponownie grał w Philadelphia Athletics.
W późniejszym okresie był między innymi trenerem trzeciej bazy w Athletics i menadżerem generalnym w Boston Red Sox. W 1939 został członkiem Galerii Sław Baseballu. Zmarł 25 marca 1951 roku w wyniku powikłań układu sercowo-naczyniowego.

## Nagrody i wyróżnienia
| Nagroda/wyróżnienie         | Lata                   | Źródło                  |
| MVP American League         | 1914                   | [ 6 ]                   |
| 4× zwycięzca w World Series | 1910, 1911, 1913, 1917 | [ 3 ] [ 4 ] [ 5 ] [ 8 ] |
| Baseball Hall of Fame       | od 1939                | [ 11 ]                  |